# The White Stripes
Pour leur premier album, voir The White Stripes (album).
The White Stripes est un groupe de rock américain, originaire de Détroit, dans le Michigan. Il est formé en 1997 et composé de Jack White (John Anthony Gillis) au chant, à la guitare, au piano et à l'écriture et de Meg White (Megan Martha White) à la batterie, au chant et au piano. Le groupe se sépare le 2 février 2011.
S'affichant comme frère et sœur (mais en réalité ex-époux, mariés en 1996, puis divorcés quatre ans plus tard, en 2000), Jack White et Meg White (batterie et chant), sortent leur premier album The White Stripes en 1999.

## Biographie

### Origines et débuts
Lycéen sénior, Jack Gillis fait la rencontre de Meg White au Memphis Smoke — le restaurant où elle travaillait et lisait ses poèmes en « open mic » chaque nuit —. Ils se lient d'amitié et commencent à fréquenter les bars, clubs, et disquaires du quartier. À cette période, Gillis jouait déjà de la batterie avec des amis musiciens, comme Brian Muldoon et Justin Stockton,. En 1994, il joue de la batterie dans le groupe de cowpunk Goober and the Peas,,.
Gillis et White se marient le 21 septembre 1996, ; contrairement à ce que veut la tradition, il prend le nom de sa femme,. Peu après, Goober and the Peas se sépare, mais Jack continue de jouer au sein d'autres groupes comme celui de garage punk The Go (de la guitare sur l'album Whatcha Doin'), The Hentchmen, et Two-Star Tabernacle. En 1997, Meg commence à apprendre la batterie. Le couple lance ensuite son groupe, hésitant avec des noms tels que Bazooka et Soda Powder, et s'établit finalement sous le nom de The White Stripes.
The White Stripes effectuent leur première performance scénique le 14 août 1997, au bar Gold Dollar de Détroit. Ils commencent leur carrière dans la scène du garage rock underground jouant avec des groupes locaux comme The Hentchmen, The Dirtbombs, The Gories, et Rocket 455. En 1998, Dave Buick — propriétaire du label indépendant de garage-punk Italy Records — fait la rencontre du groupe dans un bar et leur demande d'enregistrer un single. Jack refuse initialement l'offre pensant que cela coûterait trop cher, mais accepte finalement lorsque Buick leur annonce qu'il prend tout à sa charge. Leur premier single, Let's Shake Hands, est publié en format vinyle en février 1998 et pressé à 1 000 copies. Il est suivi par le single Lafayette Blues qui, encore, est publié en format vinyle et pressé à 1 000 copies.

### The White StripesetDe Stijl(1998–2001)

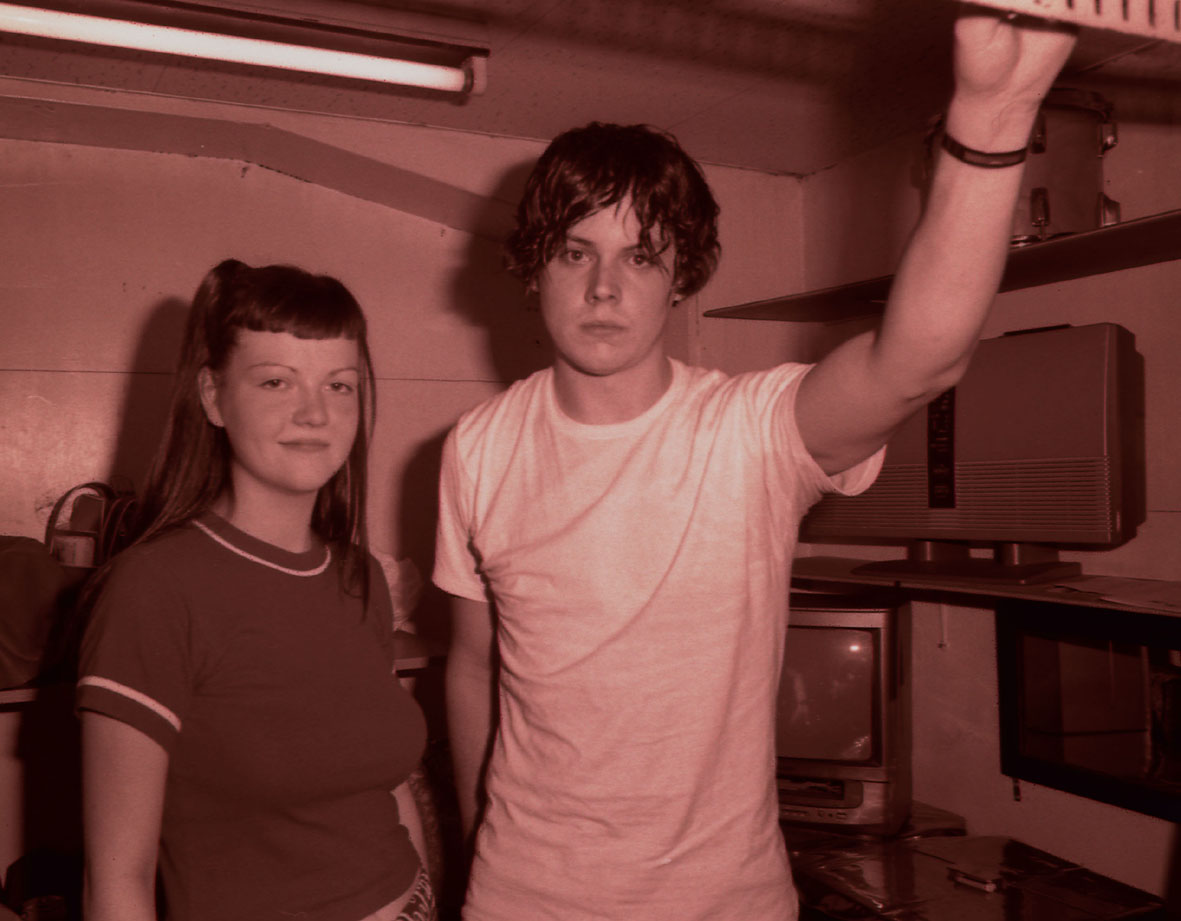
White Stripes au Club Shinjuku Jam, à Tokyo, devant 10–20 personnes.

Jack et Meg sortent leur premier album The White Stripes le 15 juin 1999. Leur premier album est produit par Jack et mixé par Jim Diamond au studio Ghetto Recorders à Détroit. L'album est dédié au musicien de Delta blues Son House qui a fortement inspiré Jack,.  À la fin 1999, The White Stripes publient le split 45 tours Hand Springs avec The Dirtbombs en face B. 2 000 exemplaires sont pressés pour le fanzine Multiball.
Leur deuxième album, De Stijl, est publié le 20 juin 2000. Considéré comme un classique et enregistré sur une cassette analogique 8-têtes dans la chambre de Jack,, De Stijl expose un blues simpliste et « scuzzy garage rock » notable avant le succès du groupe.
Les albums De Stijl et The White Stripes ne sortent en Europe qu'en 2001, c'est-à-dire en même temps que White Blood Cells. De Stijl est inspiré par le nom d'un mouvement néerlandais ayant pour principe une purification radicale de l'art, passant par un retour à des formes et à des couleurs basiques, ce qui définit parfaitement le style des White Stripes.

### DeWhite Blood CellsàElephant(2001–2004)
Le troisième album des White Stripes, White Blood Cells, est publié le 3 juillet 2001 au label Sympathy for the Record Industry. Le groupe jouit du succès l'année suivante, et l'album est réédité chez V2 Records. Leur son garage rock les rend très populaires en 2002, au Royaume-Uni, et aux États-Unis peu de temps après, faisant du groupe le plus acclamé de l'année,. Jusqu'à cet album, ils gardent des inspirations blues et des thèmes originaux et amusants (Hello Operator, Apple Blossom).
À la suite d'un accident de voiture en 2002, Jack White s'est cassé l'index de la main gauche. Il a donc dû subir une opération qui a perturbé son jeu. Selon lui, à la sortie de Elephant en 2003, ses capacités étaient réduites à 60 %, ce qui l'a poussé à apprendre des accords avec son petit doigt.
Leur album suivant, Elephant (2003), marque leur consécration populaire, l'album salué par le grand public et une partie de la critique, appréciant un heureux retour aux sources du rock (pour ceux qui n'avaient pas suivi le groupe à ses débuts), et leur capacité unique à faire de deux personnes un groupe. Le titre Seven Nation Army est emblématique de cet album où la guitare de Jack laisse moins de place à la batterie que sur les albums précédents. En février 2004, cette chanson a remporté un Grammy Award pour la meilleure chanson rock. L'album Elephant remporte le prix du meilleur album alternatif. Le morceau Seven Nation Army est repris par plusieurs groupes, dont Audioslave, AFI, The Dynamics, Hard-Fi, ou encore Ben l'Oncle Soul.
Jack White fait une apparition importante dans le film Retour à Cold Mountain (2003), en tant que Georgia. Il était à l'époque le compagnon de l'actrice Renée Zellweger, qui détient l'un des rôles principaux du film. Jack et Meg White jouent dans l'un des sketches du film Coffee and Cigarettes de Jim Jarmusch en 2004.

### Get Behind Me SatanetIcky Thump(2005–2007)

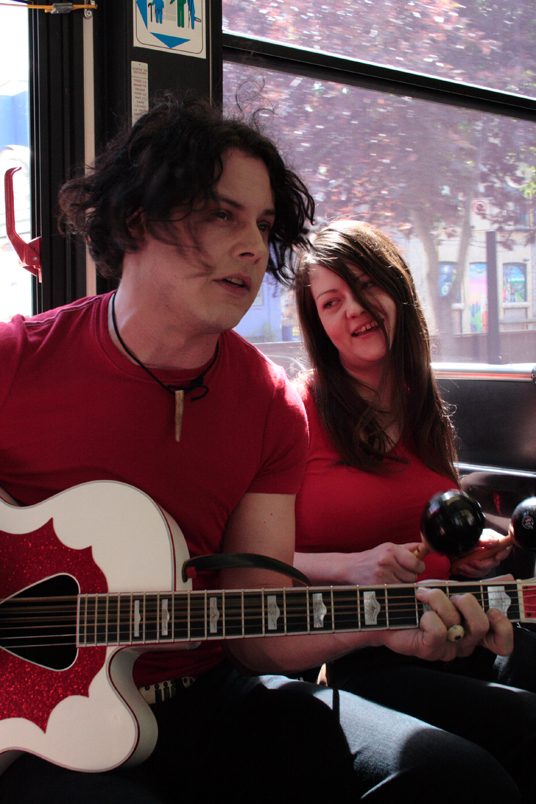
The White Stripes jouant pour des fans dans un bus à Winnipeg, dans le Manitoba, en 2007.

En même temps que leur tournée mondiale commencée en mai 2005 (dont un passage en France le 16 octobre 2005), Jack et Meg sortent en juin 2005 l'album Get Behind Me Satan, dans lequel trois chansons sont jouées à la guitare électrique, le reste laissant place aux marimbas, pianos et sonorités acoustiques et exotiques. La critique est mitigée. L'album marque une nouvelle évolution mais il conserve pourtant cette touche caractéristique du duo.
En 2006, le groupe apparaît dans l'épisode Jazzy and the Pussycats de la 18e saison de la série Les Simpson dans une scène clin d'œil au clip de The Hardest Button to Button, réalisé par Michel Gondry. En novembre 2006 sort un album hommage aux White Stripes, reprenant quelques-uns de leurs morceaux en version orchestrale. Son nom, Aluminium, est une référence au titre Aluminum (sans le « i », à l'américaine) de leur 3e album. Il ne sera tiré qu'à 3 333 exemplaires CD et 999 vinyles.
Le 19 juin 2007 marque l'arrivée du très attendu Icky Thump. Salué par la critique pour son ton plus rock qui revient aux sources du groupe, on y perçoit l'implication persistante de Jack qui semble vouloir élargir ses horizons, tout en gardant les sonorités blues et rock psychédélique qui ont fait connaître le groupe. Icky Thump se classe numéro 1 sur l'iTunes music store aux États-Unis. Mais le rythme de tournée et la surexposition nuisent beaucoup à Meg White qui est atteinte de stress aigu. Le duo annule les concerts de la tournée Icky Thump de 2007, venant même à poser la question de la poursuite de leur carrière.

### Derniers travaux et séparation (2008–2011)
Jack White apparait sur scène avec les Rolling Stones dans le film de Martin Scorsese Shine a Light sorti en 2008. Le concert se déroule au Beacon Theatre de New York à l'automne 2006. Jack White chante Loving Cup (avec sa guitare acoustique) en duo avec Mick Jagger.
En 2008, la journaliste Dominique Payette a décidé de poursuivre les White Stripes à propos de Jumble Jumble. En effet, on peut entendre un extrait de l'émission 275-Allo/Ados-Radio dans lequel Dominique Payette ainsi qu'un enfant prennent la parole. Cet extrait ayant été publié sans son consentement, l'ex-journaliste canadienne réclame 70 000 $ et le retrait de l'album De Stijl de la circulation.
Le 2 février 2011, le groupe annonce officiellement sa séparation,[Pas dans la source].

## Style musical et influences
Les rythmes de batterie de Meg White accompagnent toujours un Jack White habile à la guitare. En l'occurrence Jack White utilise surtout une guitare Airline Res-O-Glass rouge et blanche, guitare entièrement en fibre de verre, quasi introuvable aujourd'hui dans cette version et dont il est très difficile de jouer, et une Kay, avec caisse en bois, qu'il branche sur une pédale d'octave pour jouer notamment Seven Nation Army ainsi que d'autres chansons sur scène. Il utilise aussi une Gibson L-1 pour les chansons en acoustique comme Hotel Yorba.
Jack White puise la source de ses compositions directement chez les plus grands bluesmen américains comme Son House, Robert Johnson ou Blind Willie McTell, mais également chez des groupes de garage rock comme The Gories ou The Sonics, le son des groupes de Détroit pré-punk comme les MC5 et The Stooges, ou le groupe punk de Los Angeles des années 1980 The Gun Club. Il est aussi un grand admirateur de Jimmy Page.
Les White Stripes jouent sur trois couleurs : le rouge, le noir et le blanc. Leurs pochettes de disques, leurs vêtements, leurs instruments sont tous de ces couleurs. La raison est simple, lorsque l'on naît, on ne peut percevoir toutes les couleurs. Le rouge est la première d'entre elles que l'on perçoit, mis à part le noir et le blanc. Jack White a également expliqué dans une interview que ces couleurs étaient les plus fortes, ayant le plus d'impact sur le plan historique. Il cita comme exemple à ce titre le nazisme et le Coca-Cola. Une autre origine du nom « White Stripes » proviendrait d'un bonbon que Meg et Jack auraient très bien connu durant leur enfance, aux rayures rouges et blanches. Enfin, bien sûr, ce trio de couleurs est en lui-même symbole de la simplicité et de la puissance du rock.
La série britannique Peaky Blinders utilise de nombreux titres des White Stripes dans sa bande originale, dont notamment leur reprise du morceau traditionnel St James Infirmary Blues.

### Riff deSeven Nation Army
Le riff de Seven Nation Army, mi-mi-sol-mi-ré-do-si est popularisé par les supporters de clubs et s'entend lors de nombreux événements. Il aurait été chanté pour la première fois par le kop brugeois de la Blue Army le 22 octobre 2003 lors d'un Club Bruges - AC Milan. Le riff fut alors repris en ligue italienne avant qu'en 2006 les supporters de l'équipe nationale d'Italie ne l'entonnent, l'année de la Coupe du monde 2006, gagnée contre la France.
En France, il est popularisé par l'une des toutes premières émissions de télé-réalité[Laquelle ?], puis, dans le milieu sportif, c'est le groupe de supporters Malherbe Normandy Kop qui fut le tout premier à chanter le riff lors du match de Saint-Étienne - Caen, en 2004. Il est souvent repris lors des concerts et festivals et quasiment lors de toutes les rencontres de l'Euro 2008 ainsi qu'à la fin de chaque rencontre de l'Euro 2012. 
Au début du troisième épisode de la saison 2 de Westworld, la mélodie de Seven Nation Army est reprise par un groupe de musiciens indiens à l'aide d'instruments traditionnels, lors d'une scène tournée dans un parc inspiré de l'Inde de l'époque coloniale.

## Projets parallèles
Jack White participe au projet parallèle, The Raconteurs, groupe avec lequel il sort l'album Broken Boy Soldiers en 2006 et Consolers of the Lonely en 2008. On le retrouve aussi à la batterie du supergroupe The Dead Weather composé de Alison Mosshart (The Kills), Dean Fertita (Queens of the Stone Age), Jack Lawrence (The Raconteurs) sur l'album Horehound en 2009, Sea of Cowards en 2010 et Dodge and Burn en 2015.

## Discographie

### Albums studio
- 1999 : The White Stripes (Sympathy for the Record Industry)
- 2000 : De Stijl (Sympathy for the Record Industry)
- 2001 : White Blood Cells (Sympathy for the Record Industry)
- 2003 : Elephant (V2 Records)
- 2005 : Get Behind Me Satan (V2 Records)
- 2007 : Icky Thump (Third Man Records)

### Compilations & Live
- 2010 : Under Great White Northern Lights (Live 2007 Canada) (Third Man Records)
- 2021 : Greatest Hits (Third Man Records)

### Vidéographie
- 2004 : Under Blackpool Lights
- 2010 : Under Great White Northern Lights